# Seksualność
Seksualność – wrodzona[niewiarygodne źródło?], naturalna funkcja organizmu ludzkiego i jedna z zasadniczych czynników motywujących do podejmowania więzi i kontaktów interpersonalnych, mająca wymiar biologiczny, psychiczny, społeczno-kulturowy i hedonistyczny. Seksualny potencjał fizjologiczny człowieka ulega kształtowaniu przez doświadczenia życiowe.
Człowiek jest świadomy własnej seksualności, której hierarchia ważności zmienia się dla niego w zależności od etapu życia, stopnia rozwoju osobowości, sumy doświadczeń życiowych, bogactwa życia wewnętrznego, zmian światopoglądowych, cech osobowości (temperamentu, siły potrzeby seksualnej). Wpływ na wartość seksualności wywiera też całokształt zmian społecznych – laicyzacja i liberalizacja współczesnych społeczeństw oraz miejsce wartości powiązanych z seksualnością w systemie aksjonormatywnym (miłość, sukces, sens życia). W cywilizacji zachodniej postuluje się społeczną akceptację względnej autonomii seksualności, niepoddawanie jej wartościowaniu etycznemu, niewiązanie z wartościami religijnymi.
Według Trawińskiej wartości, którym podlega seksualność, to:
- wartość witalna, którą definiują relacje zdrowotne i napędowo-energetyczne,
- wartość kulturowa, ukształtowana przez tradycję historyczną,
- wartość moralna, definiowana przez systemy etyczne, prawo i system obiegowo-informacyjny,
- wartość osobista, zależna od samowiedzy i różnych znaczeń form aktywności seksualnej.

Związek seksualny, którego formy i głębia zależą od całokształtu osobowości partnerów ma zwrotny wpływ na ich osobowości, co modyfikuje funkcjonowanie w społeczeństwie. Seksualność jest istotnym elementem komunikacji międzyludzkiej, pierwotną formą komunikacji niewerbalnej, wyrażanej metasygnałami. Akt seksualny wyraża uniwersalne potrzeby człowieka, których komponenty są pożądane we wszystkich relacjach interpersonalnych, jak atrakcyjność, przywiązanie, zaufanie, akceptację, zaangażowanie, zadowolenie i bezpieczeństwo.
Zaburzenia seksualne występują, gdy wrodzona funkcja fizjologiczna ulega zahamowaniu lub zniekształceniu, bądź pozostaje w skrajnej dysharmonii z pozostałymi sferami osobowości człowieka.

## Aspekty religijne

### Seksualność w doktrynie chrześcijańskiej
W chrześcijańskiej refleksji nad kondycją ludzką, również w aspekcie seksualności, istotną rolę odegrał Augustyn z Hippony, którego poglądy przez całe stulecia formowały zarówno myśl, jak i praxis, wywierając znaczący wpływ na oficjalną doktrynę oraz przyczyniając się do powstania trudnych do wykorzenienia po dziś dzień stereotypów w postrzeganiu sfery płciowej z perspektywy chrześcijaństwa.